# ТЕС Джельфа
ТЕС Джельфа – теплова електростанція, що споруджується на півночі Алжиру у вілаєті Джельфа, розташованому в регіоні Високих рівнин між широтними гірськими системами Тель-Атлас та Сахарський Атлас. Майданчик станції знаходиться біля містечка Айн-Усера (Ain Ouessara), за 90 км на північ від провінціального центру.
ТЕС Джельфа є однією з шести парогазових станцій комбінованого циклу, контракти на спорудження яких на початку 2014 року уклала алжирська електроенергетична компанія Sonelgaz (поряд з ТЕС Каїіс, Умаш, Беллара, Сугер та Наама). Станцію запроектували у складі двох однотипних блоків, кожен з яких матиме дві газові турбіни General Electric типу 9FA, що через котли-утилізатори живитимуть одну парову турбіну тієї ж компанії типу 209A. Загальна потужність ТЕС становитиме 1262 МВт.
Як паливо ТЕС використовуватиме природний газ (можливо відзначити, що через район розташування станції проходить газопровід Хассі-Р'Мель – Бордж-Менаель – Алжир).
Генеральним підрядником обрали іспанську компанію Duro Felguera. Будівельні роботи на майданчику ТЕС розпочались у квітні 2014-го, а плановий термін завершення проекту становив 4-й квартал 2018 року. Втім, роботи посувались із суттєвим відхиленням від графіку, так що в 2022-му запуск ТЕС очікували не раніше кінця 2024-го.